# Juan Pena (urugwajski piłkarz)
Juan Pena (ur. 1882 w Montevideo, zm. 6 kwietnia 1964) – urugwajski piłkarz grający na pozycji napastnika.

## Kariera klubowa
Juan Pena piłkarską karierę rozpoczął w klubie Montevideo Cricket Club pod koniec XIX wieku. W latach 1900–1908 był zawodnikiem CURCC Montevideo. Z CURCC czterokrotnie zdobył mistrzostwo Urugwaju w 1900 (premierowa edycja ligi urugwajskiej), 1901, 1905 i 1907. Indywidualnie Pena w 1901 z 6 bramkami i 1903 z 16 bramkami był królem strzelców ligi urugwajskiej. W 1908 występował w Argentynie w Belgrano AC. Z Belgrano AC zdobył mistrzostwo Argentyny w 1908. Potem występował jeszcze w Oriental Montevideo, Nacionalu oraz CA Peñarol.

## Kariera reprezentacyjna
W reprezentacji Urugwaju Pena występował w latach 1905-1910. W reprezentacji zadebiutował 15 sierpnia 1905 w zremisowanym 0-0 meczu z Argentyny, którego stawką było Copa Lipton.
W 1910 został powołany na pierwszą, jeszcze nieoficjalną edycję Mistrzostw Ameryki Południowej, który wówczas nazywał się Copa Centenario Revolución de Mayo 1910. Na turnieju w Buenos Aires Pena wystąpił w obu meczach z Chile i Argentyna. Ostatni raz w reprezentacji Bertone wystąpił 15 sierpnia 1910 w wygranym 3-1 meczu z Argentyną, którego stawką było Copa Lipton. Ogółem w barwach celestes wystąpił w 10 meczach.
| Mecze i gole w reprezentacji | Mecze i gole w reprezentacji | Mecze i gole w reprezentacji | Mecze i gole w reprezentacji | Mecze i gole w reprezentacji | Mecze i gole w reprezentacji | Mecze i gole w reprezentacji |
| #                            | Data                         | Miasto                       | Przeciwnik                   | Gol                          | Wynik                        | Rozgrywki                    |
| ---------------------------- | ---------------------------- | ---------------------------- | ---------------------------- | ---------------------------- | ---------------------------- | ---------------------------- |
| 1.                           | 15.08.1905                   | Buenos Aires                 | Argentyna                    |                              | 0:0                          | Copa Lipton                  |
| 2.                           | 15.08.1906                   | Montevideo                   | Argentyna                    |                              | 0:2                          | Copa Lipton                  |
| 3.                           | 21.10.1906                   | Buenos Aires                 | Argentyna                    |                              | 1:2                          | Copa Newton                  |
| 4.                           | 15.08.1907                   | Buenos Aires                 | Argentyna                    |                              | 1:2                          | Copa Lipton                  |
| 5.                           | 04.10.1908                   | Buenos Aires                 | Argentyna                    |                              | 1:0                          | Gran Premio                  |
| 6.                           | 19.09.1909                   | Montevideo                   | Argentyna                    |                              | 2:2                          | Copa Newton                  |
| 7.                           | 10.10.1909                   | Buenos Aires                 | Argentyna                    |                              | 1:3                          | Gran Premio                  |
| 8.                           | 29.05.1910                   | Buenos Aires                 | Chile                        |                              | 3:0                          | Copa Centenario              |
| 9.                           | 12.06.1910                   | Buenos Aires                 | Argentyna                    |                              | 1:4                          | Copa Centenario              |
| 10.                          | 15.08.1910                   | Montevideo                   | Argentyna                    |                              | 3:1                          | Copa Lipton                  |